# Euophrys brunnescens
Euophrys brunnescens är en spindelart som beskrevs av Koch C.L. 1846. Euophrys brunnescens ingår i släktet Euophrys och familjen hoppspindlar. Inga underarter finns listade i Catalogue of Life.